# Carlsberg
Pour les articles homonymes, voir Carlsberg (homonymie).
Pour l’article ayant un titre homophone, voir Karlsberg.
Carlsberg est une compagnie brassicole danoise. Elle est le quatrième brasseur au monde (en 2011, part de marché mondial en volume de 5,6 %), et est présente dans près de 140 pays. Le siège social est à Valby, Copenhague. La principale bière de la compagnie est la Carlsberg, mais le groupe brasse aussi la Tuborg, ainsi que de nombreuses bières locales. Carlsberg  emploie quelque 40 000 personnes.
Le rachat de SABMiller par AB InBev le 10 octobre 2016 en a fait le troisième groupe brassicole mondial. Le groupe est contrôlé par la fondation Carlsberg.

## Historique

### Histoire ancienne
Dans les années 1840, Jacob Christian Jacobsen, le fils d'un des brasseurs de la brasserie royale de Copenhague (car le roi avait sa propre production), part étudier dans la brasserie Spaten, à Munich, chez Gabriel Sedlmayr, un grand maître-brasseur. À son retour, il est à même de fabriquer, dans la lessiveuse de sa mère, sa première bière, jugée buvable.
Plus tard, il prend à nouveau la diligence et se rend une nouvelle fois chez Gabriel Sedlmayr, où il réussit à se procurer deux pots de levure qu’il dissimule dans son chapeau haut de forme. Durant l’interminable voyage du retour, à chaque étape, il doit prendre soin d’arroser la levure pour qu'elle reste utilisable. C’est avec cette levure Spaten qu’il réussit à brasser la première bonne bière de fermentation basse du Danemark.
C'est en 1847 qu'il crée sa propre brasserie. Il choisit de l'installer dans ce qui est à l'époque l'extérieur de la ville, près de la bourgade de Valby. En raison de la qualité de l'eau qui coule sur une colline aujourd'hui appelée colline de Frederiksberg, il installe son usine et, le 10 novembre de la même année, il achève la fabrication de la première Carlsberg, ainsi baptisée en hommage à son fils Carl, alors âgé de cinq ans. Carlsberg signifie "Montagne de Carl" (ou "Montagne de Charles") en danois.
Le logo actuel est né en 1904 grâce à Thorvald Bindesbøll. Jusqu'au milieu des années 1930 Carlberg avait le symbole de la Swastika. Elle demeure sur les éléphants gigantesques à l'entrée de l'usine mère. 

### Histoire récente
En Suisse, Carlsberg a racheté Feldschlösschen en 2000 en incluant les sous-marques Cardinal, Brasserie Valaisanne, Gurten Bier, Hürlimann et Warteck.
À la suite du rachat de Scottish & Newcastle en janvier 2008 par un consortium formé par Carlsberg et Heineken, le brasseur danois a repris Kronenbourg, Grimbergen et les actifs grecs, chinois et vietnamiens de Scottish & Newcastle. Il s'empare aussi grâce à ce rachat de l'ensemble du capital du premier brasseur russe, Baltic Beverage Holdings, dont il détenait déjà la moitié des actions.
En 2012, Carlsberg acquiert les 15 % de Baltic Beverage Holdings qu'il ne détient pas pour 874 millions d'euros.
En 2013, Carlsberg annonce la montée au capital du brasseur chinois Chongqing Brewery passant de 29,7 % à près de 60 % pour 2,65 milliards de couronne danoise soit 489,28 millions de dollars.
En novembre 2014, Carlsberg fusionne ses activités en Grèce avec Olympic Brewery, Carlsberg détenant 51 % de la nouvelle société.
En novembre 2015, Carlsberg annonce la suppression de 2 000 emplois notamment en Russie, en Chine et au Royaume-Uni.
En juillet 2023, en raison de l'invasion de l'Ukraine par la Russie, l'État russe prend le contrôle d’actifs en Russie de Carlsberg. Selon Carlsberg, il s'agit d'un vol d'actifs de la part de Moscou. Le désengagement a laissé un trou dans les comptes 2023 de Carlsberg de 5,47 milliards d'euros.
En juillet 2024, Carlsberg annonce l'acquisition pour 4,2 milliards de dollars de Britvic, une entreprise britannique spécialisée dans les boissons sans alcool, présent au Royaume-Uni, en Irlande, en France et au Brésil.
En décembre 2024, la filiale russe de Carlsberg ne figure plus sur la liste des sociétés gérées par l'état russe. Carlsberg revend sa filiale russe (Baltika) a deux cadres de l'entreprise. La cession a été approuvée par l'état russe.

## Principales marques du groupe Carlsberg
- Carlsberg (bière phare du groupe, distribuée dans plus de 140 pays)
- Tuborg (Internationale)
- Somersby (Cidre vendu dans plus de 46 pays)
- 1664 (Internationale)
- Grimbergen (Internationale)
- Holsten (Internationale)
- Baltika (acquise par la Russie en 2023)
- Kronenbourg (France)
- Feldschlösschen (Suisse)
- Mythos (Grèce)
- Super Bock (Portugal)

En 2016, le groupe Carlsberg brasse au total 483 bières différentes.

## Communication
Carlsberg est présent dans le monde du football, notamment en tant que sponsor du club de football de Liverpool depuis 1992. Cet accord a été prolongé en mars 2016. Le brasseur danois est également un des sponsors principaux du club du FC Copenhague.

## Galerie

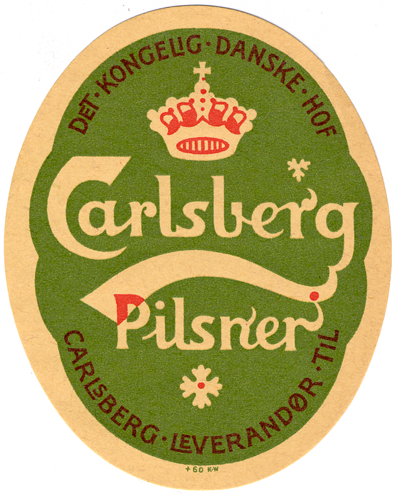
L'identité visuelle de la marque fut créée en 1904 par Thorvald Bindesbøll
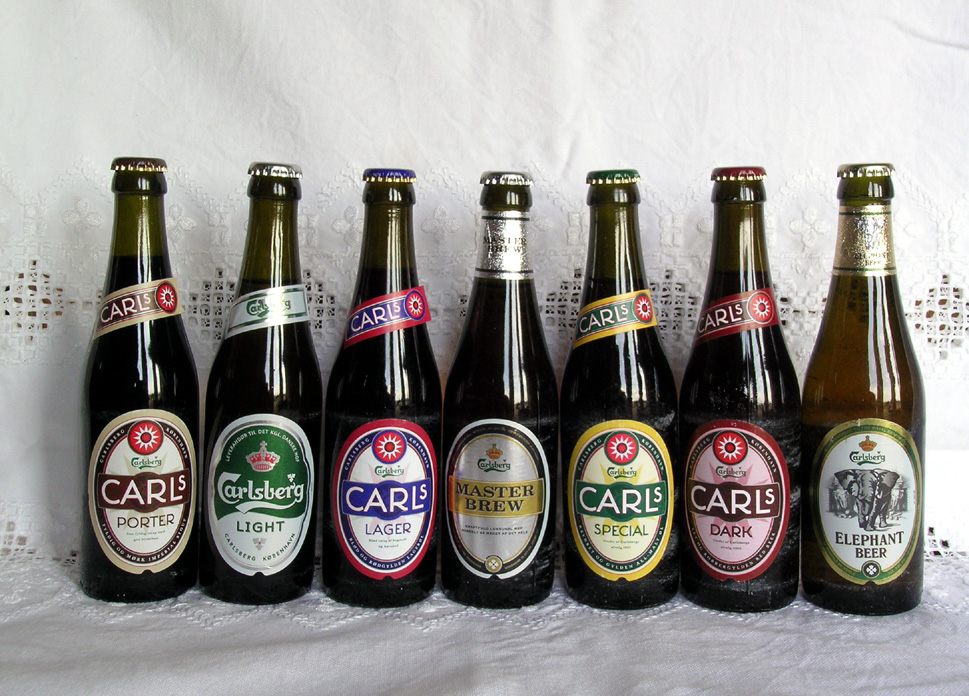
Bières Carlsberg.
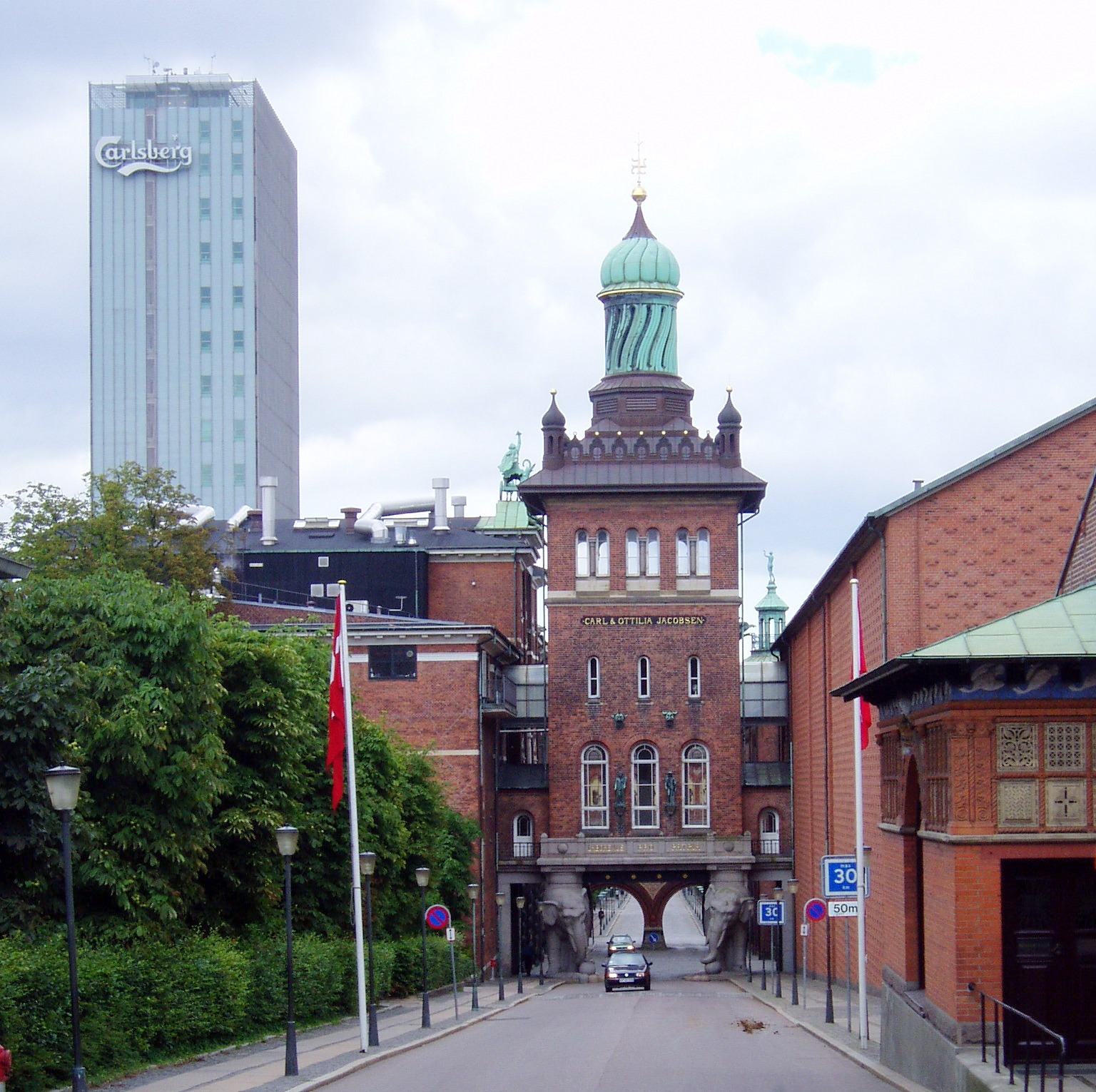
Le siège de la société Carlsberg à Copenhague.
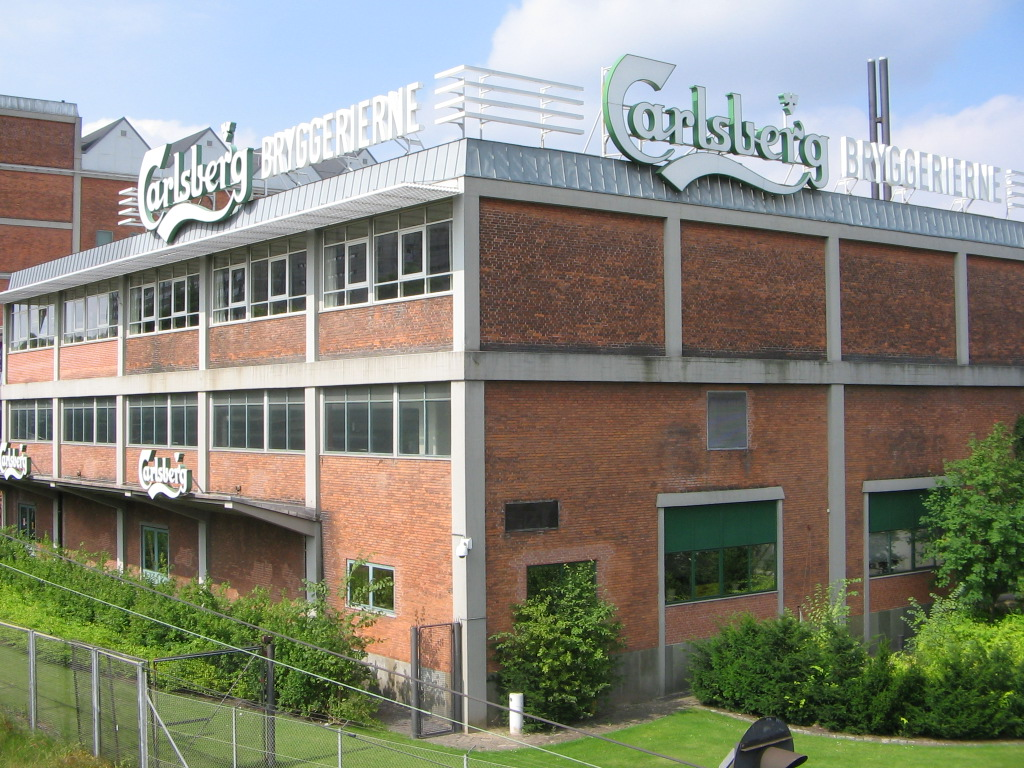
L'usine Carlsberg à Copenhague.
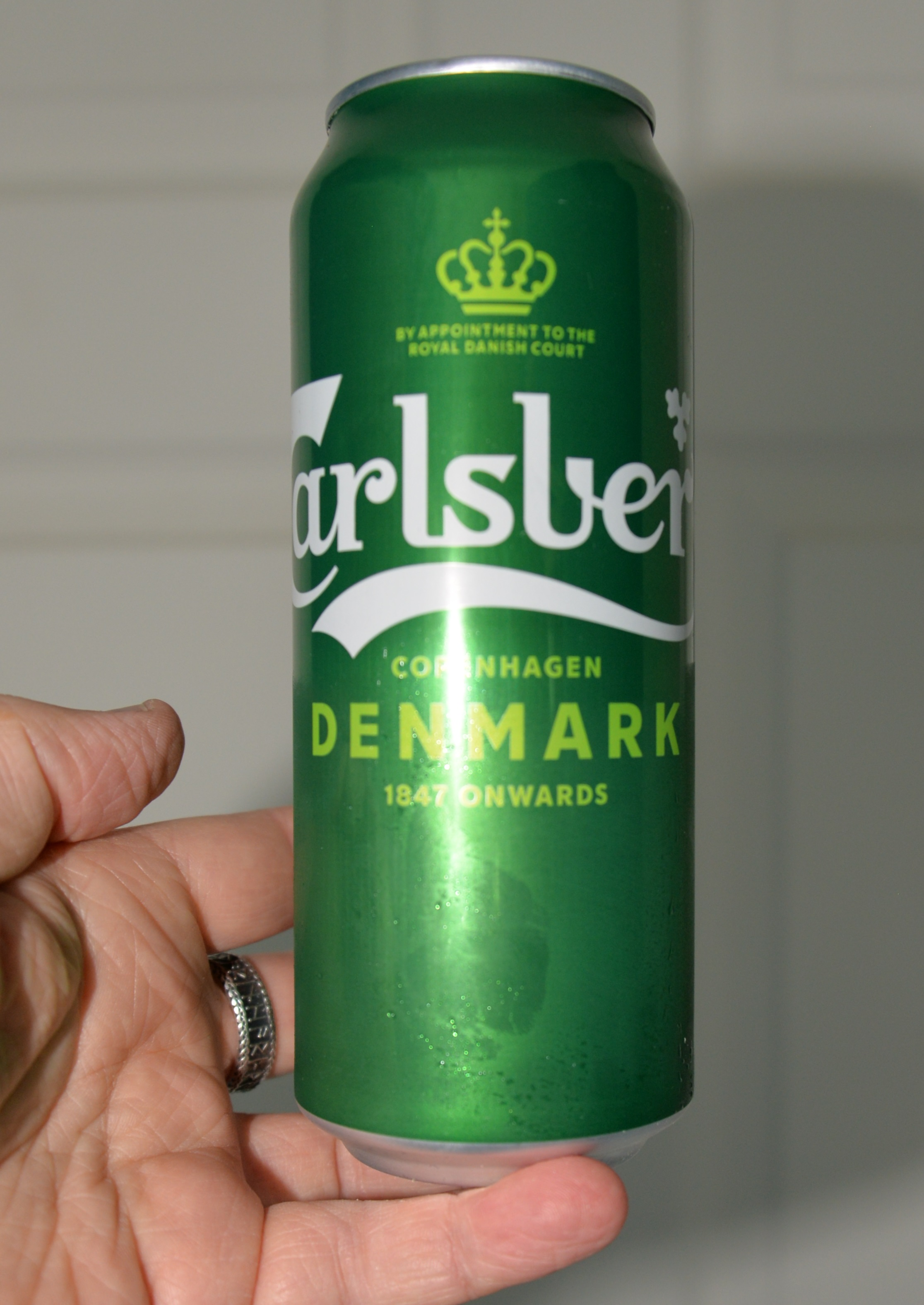
Une bière de 50cl.